# Maarten II Adornes
Maarten Adornes (Brugge, 15 juli 1450 - 10 november 1507) was een kartuizer van het klooster Genadedal en lid van de Brugse familie Adornes

## Levensloop
Martin II Adornes was de zoon van Anselmus Adornes. Hij heeft ongetwijfeld nog zijn grootvader gekend, Pieter II Adornes die van 1454 tot aan zijn dood in 1464 als leek ("klerk-reddiet") zijn intrek had genomen in het kartuizerklooster Genadedal.
De vader van Martin II, Anselmus Adornes was een belangrijk weldoener geweest van Genadedal.
Martin trad binnen en legde zijn geloften af in het klooster Genadedal. Rond 1484 werd hij procurator en in 1491 werd hij prior, wat hij bleef tot aan zijn dood.
Hij was convisitator van de provincie in 1496-1497 en was visitator van 1497 tot aan zijn dood. Als visitator volgde Martin II van nabij de stichting van een kartuizerklooster in Leuven.
Martin II had een zus, Margaretha, die koormoniale werd in het kartuizerinnenklooster van Sint-Anna-ter-Woestijne. Zijn broer Arnoud Adornes, die voor nazaten zorgde, werd na de dood van zijn echtgenote Agnes Van Nieuwenhove tot priester gewijd en ging als prebendarius in dit klooster wonen en overleed er.